# José Benito Ríos
 José Benito Ríos González (Quillota, 4 de marzo de 1935-Coronel, 30 de mayo de 2008) fue un futbolista y entrenador chileno que jugó como delantero en diversos clubes de Chile. Tras su retirada deportiva se radicó en Coronel, donde finalmente falleció en 2008. Dentro de sus logros destaca el haber sido goleador de Primera División de Chile en la temporada 1959 jugando por el Club Deportivo O'Higgins, anotando un total de 22 goles.

## Clubes
| Club                 | País  | Año       |
| -------------------- | ----- | --------- |
| Unión La Calera      | Chile | 1954-1956 |
| Huachipato           | Chile | 1957-1958 |
| O'Higgins            | Chile | 1959-1960 |
| San Luis de Quillota | Chile | 1961-1967 |
| Lota Schwager        | Chile | 1968-1970 |
| Ñublense             | Chile | 1971-1973 |

## Palmarés

### Campeonatos nacionales
| Título    | Club             | País  | Año  |
| --------- | ---------------- | ----- | ---- |
| Primera B | CD Lota Schwager | Chile | 1969 |

### Distinciones individuales
| Distinción                            | Año  |
| ------------------------------------- | ---- |
| Goleador de Primera División de Chile | 1959 |